# Katholieke Landelijke Jeugd
De Katholieke Landelijke jeugd (KLJ) is een katholieke jeugd- en jongerenbeweging in Vlaanderen en de Duitstalige    Gemeenschap van België. KLJ verenigt ongeveer 22.000 kinderen en jongeren in ruim 260 dorpen in Vlaanderen. KLJ richt zich op iedereen van 6 tot 35 jaar, waarbij in de eerste plaats een ontspannen activiteit geboden wordt in eigen dorp.

## Missie en Visie

### Missie
Als jeugd- en jongerenbeweging streeft KLJ naar een leuke, kwaliteitsvolle werking voor iedereen van 6 tot 35 jaar. We doen dit in een landelijke omgeving, vanuit een dorpsgevoel en een eigentijdse christelijke inspiratie. Samenkomen en samen spelen in groep zorgt ervoor dat KLJ’ers sterker worden als persoon en als groep. Door onze werking willen we ook een meerwaarde betekenen voor de hele maatschappij.

### Visie
- KLJ ondersteunt elke afdeling in haar eigenheid. Toch vinden we een gemengde werking, in aparte leeftijdsgroepen, met aangepaste activiteiten de ideale manier van werken. We stimuleren onze afdelingen dan ook hierin.
- KLJ streeft naar een leuke, kwaliteitsvolle werking op verschillende niveaus. We bieden daarom vorming en ondersteuning aan voor bestuursleden, afdelingen en vrijwilligers. De KLJ-structuur en haar netwerk zorgen hierbij voor een extra houvast.
- KLJ’ers voelen zich verbonden door het dorpsgevoel. Het maakt niet uit of je op het platteland of in een verstedelijkt gebied woont, we zijn verbonden door onze omgeving en haar landelijke karakter.
- KLJ vindt christelijke waarden belangrijk. Vriendschap, solidariteit, vergeving, respect… zijn waarden waar we op een bewuste en eigentijdse manier voor gaan.
- KLJ weet dat er geen kant-en-klaar handboek voor een optimale werking bestaat. Wel reiken we voorbeeldwerkvormen aan, zoals spel en ontspanning, het innemen van maatschappelijke standpunten, een sporten cultuurwerking. Hierbij laten we ruimte voor vernieuwing, creativiteit en verandering.

Kortom: KLJ begint in jezelf, leeft verder in het dorpsgevoel en is voelbaar ver daarbuiten…

## De werking van KLJ
KLJ is, samen met Chirojeugd Vlaanderen, Scouts en Gidsen Vlaanderen en KSA, een van de 4 grote jeugdbewegingen in Vlaanderen. KLJ onderscheidt zich in deze groep door haar uitgesproken focus op het platteland en de actieve ondersteuning van werkingen voor +16-jarigen. Door in te zetten op kleine gemeenschappen werkt KLJ aan een dorpsgevoel en een grote lokale verankering. KLJ zet in op een grote nabijheid van ondersteunende beroepskrachten en vrijwilligers, en op onderlinge uitwisseling tussen de verschillende afdelingen. 
De werking met +16-jarigen is uniek in het jeugdbewegingslandschap. Zo is zo’n 60% van de KLJ-leden ouder dan 16 jaar.  
De KLJ-sportwerking is een onderdeel van de werking die KLJ uniek maakt. Waar andere jeugdbewegingen in de zomer, naast de kampen, weinig tot geen actieve werkingen hebben, schakelt KLJ een versnelling hoger. De sportwerking van KLJ is uniek in Vlaanderen en brengt een hele zomer lang wekelijks duizenden jongeren op de been. 
KLJ trekt de kaart van de plattelandsjongeren. De organisatie wil alle kinderen en jongeren vertegenwoordigen die in de kleine dorpen en gemeenten van Vlaanderen wonen, ze een leuk vrijetijdsaanbod aanbieden en hun stem versterken op beleidsniveau. KLJ neemt een vertegenwoordigende rol op in jongerenthema’s met de focus op het platteland. De zusterorganisatie Groene Kring neemt de plattelandsthema’s op met de focus op jongeren voor haar rekening. 

### Kledij van KLJ
Al decennialang dragen KLJ'ers een sjaaltje dat gebaseerd is op een grote boerenzakdoek. Het KLJ-sjaaltje is rood met daarop tien witte lijnen en het logo van KLJ.
Naast het sjaaltje is er geen ander verplicht uniform.

### Ledencijfers[2]
| Jaar      | Leden  | Bestuursleden | Afdelingen | Totaal |
| --------- | ------ | ------------- | ---------- | ------ |
| 2007-2008 | 18.382 | 3.311         | 285        | 21.693 |
| 2008-2009 | 18.522 | 3.293         | 285        | 21.815 |
| 2009-2010 | 18.366 | 3.246         | 281        | 21.612 |
| 2010-2011 | 17.828 | 3.253         | 278        | 21.081 |
| 2011-2012 | 17.212 | 3.544         | 275        | 20.756 |
| 2012-2013 | 17.351 | 3.519         | 278        | 20.870 |
| 2013-2014 | 18.205 | 3.405         | 275        | 21.610 |
| 2014-2015 | 18.070 | 3.468         | 271        | 21.538 |
| 2015-2016 | 18.182 | 3.661         | 262        | 21.843 |
| 2016-2017 | 18.375 | 3.693         | 260        | 22.050 |
| 2017-2018 | 18.302 | 3.949         | 258        | 22.251 |

## De sporten van KLJ

### De 5 KLJ-sporten
KLJ heeft naast haar werking als jeugdbeweging, ook nog een uitgebreide sportwerking. Zo organiseren lokale KLJ-afdelingen in de zomermaanden sportfeesten. Tijdens die sportfeesten nemen KLJ-afdelingen het tegen elkaar op in vijf verschillende sporten.
- Touwtrekken
- Piramidebouwen
- Dansen
- Wimpelen
- Vendelen

Ongeveer de helft van alle KLJ-afdelingen doet mee aan de sportwerking.

### Landjuweel

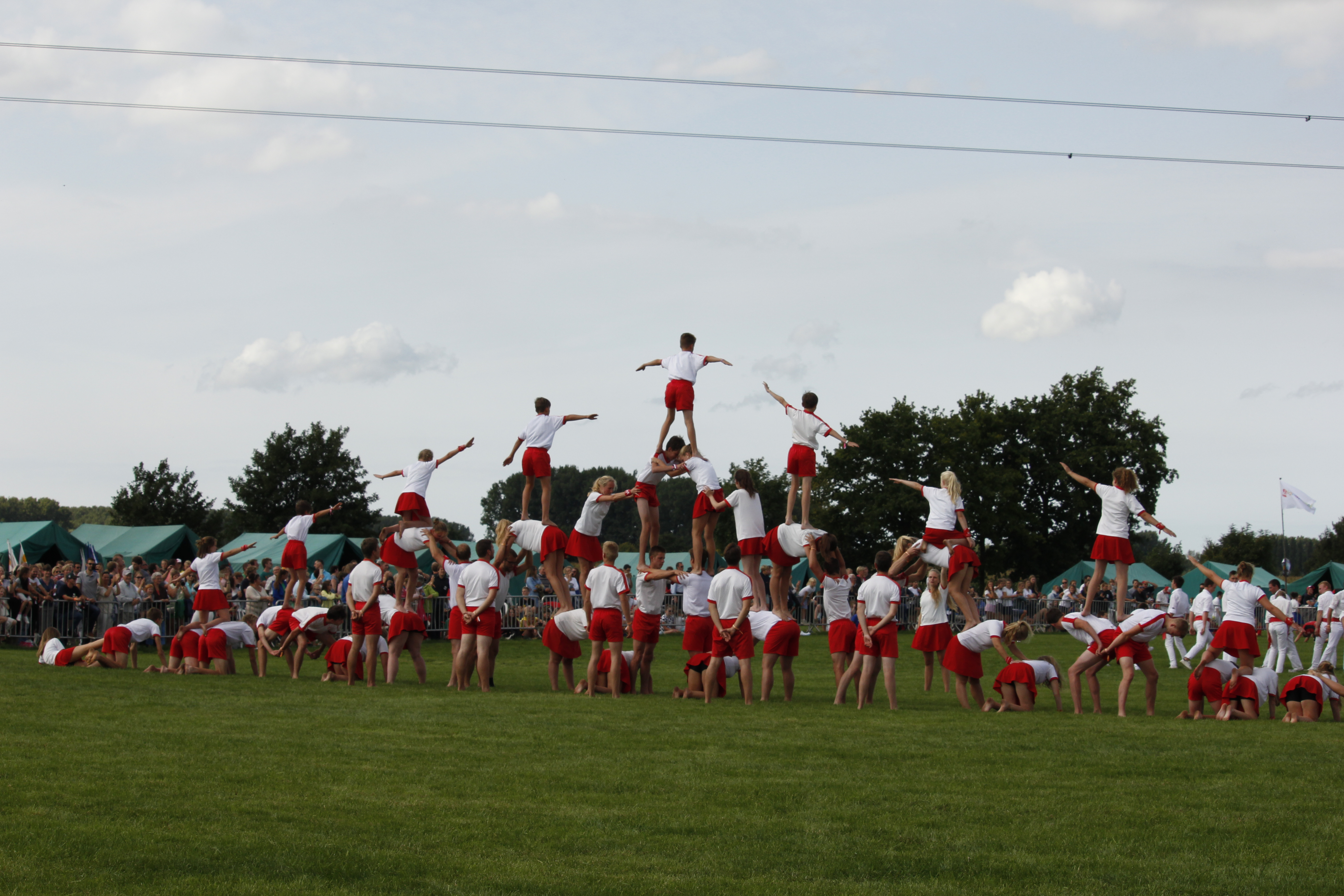
Landjuweel 2017 - piramiden bouwen

Sinds 1965 organiseert KLJ om de twee jaar een Landjuweel. Ooit begon het evenement als een nationaal sportfeest, maar ondertussen is het uitgegroeid tot het meest prestigieuze sportfeest van KLJ. Naast de sportwedstrijden wordt er ook telkens een animatiedorp op poten gezet.
| Editie | Jaar | Organiserende KLJ-afdeling |  | Editie | Jaar | Organiserende KLJ-afdeling  |
| ------ | ---- | -------------------------- |  | ------ | ---- | --------------------------- |
| 1      | 1965 | KLJ Bocholt                |  | 17     | 1997 | KLJ Zaffelare               |
| 2      | 1967 | KLJ Hoogstraten            |  | 18     | 1999 | KLJ Zoersel                 |
| 3      | 1969 | KLJ Melsele                |  | 19     | 2001 | KLJ Ingelmunster            |
| 4      | 1971 | KLJ Tongerlo               |  | 20     | 2003 | KLJ Nationaal (in Werchter) |
| 5      | 1973 | KLJ Asse                   |  | 21     | 2005 | KLJ Hamont                  |
| 6      | 1975 | KLJ Kolmont Overrepen      |  | 22     | 2007 | KLJ Beveren                 |
| 7      | 1977 | KLJ Beveren-Waas           |  | 23     | 2009 | KLJ Wiekevorst              |
| 8      | 1979 | KLJ Pulderbos              |  | 24     | 2011 | KLJ Waregem                 |
| 9      | 1981 | KLJ Moorslede              |  | 25     | 2013 | KLJ Merchtem                |
| 10     | 1983 | KLJ Sint-Martens-Lennik    |  | 26     | 2015 | KLJ Linkhout                |
| 11     | 1985 | KLJ Kaulille               |  | 27     | 2017 | KLJ Lovendegem              |
| 12     | 1987 | KLJ Kluizen                |  | 28     | 2019 | KLJ Reet                    |
| 13     | 1989 | KLJ Merksplas              |  | 29     | 2021 | KLJ Wiekevorst              |
| 14     | 1991 | KLJ Hooglede               |  | 30     | 2023 | KLJ Lichtervelde            |
| 15     | 1993 | KLJ Keerbergen             |  | 31     | 2025 | KLJ Merchtem                |
| 16     | 1995 | KLJ Herent-Neerpelt        |  |        |      |                             |

## Geschiedenis
Het verhaal van KLJ begon toen de Boeren- en Boerinnenbond in 1927 een jongerenafdeling oprichtten onder de naam ‘Boerenjeugdbond’ (BJB). De BJB-groepen focusten zich op jongeren vanaf 16 jaar, want dat was de leeftijd waarop de meesten de school verlieten en gingen werken. Aanvankelijk hield de BJB zich bezig met de nascholing en vorming van de jonge carrièrestarters. Dankzij studiedagen, beurzen en proefvelden konden jonge landbouwers met kennis van zaken starten aan de overname of oprichting van hun bedrijf. Vanaf de Tweede Wereldoorlog besteedde BJB ook steeds meer aandacht aan ontspanning en cultuur. Sindsdien had BJB de totale ontplooiing van land- en tuinbouwjongeren tot doel. 
In de jaren nadien veranderde het platteland sterk op maatschappelijk vlak. Niet alle plattelandsjongeren die zich aansloten bij de BJB kwamen nog uit de land- of tuinbouwsector. Om die reden verruimde BJB zijn doelgroep en werking, en veranderde het in 1965 van naam: de ‘Boerenjeugdbond’ werd ‘Katholieke Landelijke Jeugd’ (KLJ). Deze socio-culturele jongerenbeweging richtte zich tot alle jongeren van het platteland, maar KLJ gaf ook aandacht aan vorming voor jonge boeren en boerinnen. 
Al snel, in 1966, ontstond de naam ‘Groene Kring’, de KLJ-deelwerking die zich focust op de professionele ontwikkeling van jonge land- en tuinbouwers. In 1971 werd er een eerste Groene Kringgewest opgestart.
Binnen KLJ & Groene Kring vzw is KLJ dus de beweging die zich richt op alle kinderen en jongeren op het platteland, waar Groene Kring zich in hoofdzaak richt op jonge land- en tuinbouwers. KLJ is vandaag de vierde grootste jeugdbeweging in Vlaanderen en de grootste in Oost-België, Groene Kring is in Vlaanderen en Oost-België de grootste vereniging voor land- en tuinbouwjongeren.

### Ontstaan en groei van de BJB (1924-1940)

#### Het ontstaan van de jongerenwerking binnen de Belgische Boerenbond en de Boerinnenbond

##### De studie-, zang- en toneelafdelingen

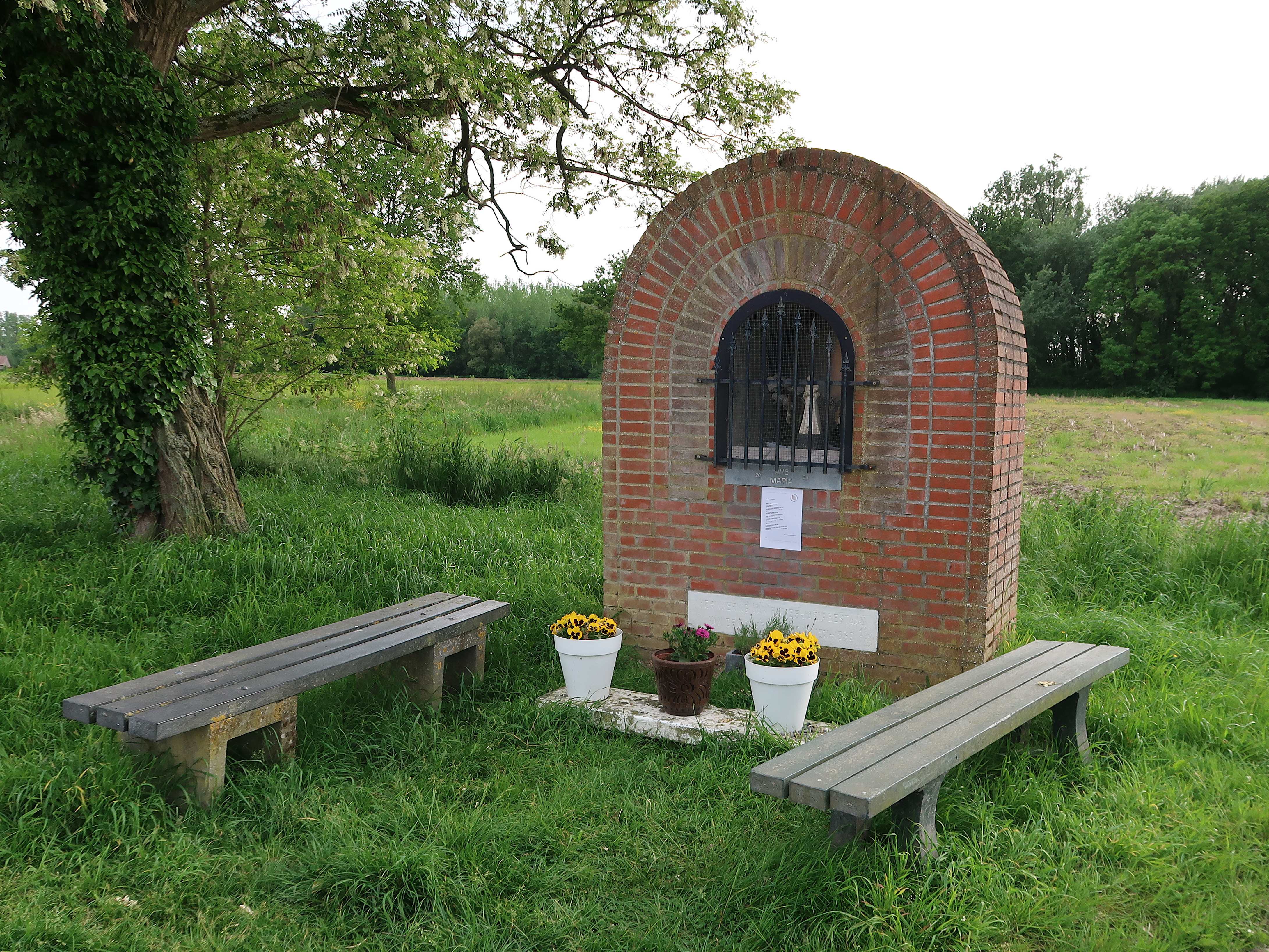
Een veldkapelletje voor 25 jaar BJB in Beverst

De Katholieke Landelijke Jeugd maakt deel uit van de wijdvertakte organisatiestructuur van de Belgische Boerenbond en groeide historisch vanuit de werking voor de volwassen boeren en boerinnen. Reeds vóór de Eerste Wereldoorlog rijpte de idee om de boerenzonen actiever in de werking van de boerengilden te betrekken. In de in 1911 gestichte Boerinnenbond konden de boerendochters vanaf 12-14 jaar deelnemen van bij de aanvang, zij het niet als afzonderlijke groep.
De aandacht voor de jongeren uitte zich in de eerste plaats in de werking ten voordele van het landbouwonderwijs en landbouwhuishoudonderwijs. Het succes van de naschoolse cursussen bij de jongeren leidde in 1922 tot de oprichting van studieafdelingen waarin de jonge boeren en boerinnen voor het eerst een eigen organisatieverbond kregen, zij het strikt binnen het kader van de (volwassen) gilden. De studieafdelingen hadden een dubbel doel: enerzijds de jongeren die vooruit wilden meer ontwikkeling bij te brengen; anderzijds de vorming van bekwame, toekomstige bestuursleden voor de volwassengilden. Naast de studieafdelingen werden de zang- en toneelafdelingen door de nationale leiding van de Boerinnenbond erkend als het domein van de jongere leden en vormden als dusdanig ook een van de voorlopers van de latere jeugdafdelingen. De leden van deze groepjes zorgden voor de ontspanning bij de gildenvergaderingen. Specifiek voor de aandacht van de Boerinnenbond voor het jonge meisje als toekomstige vrouw was nog sinds 1911 gepropageerde Werk ter bescherming der jonge meisjes. Dit stelde zich tot doel de afvloeiing van boerenmeisjes naar de stad tegen te gaan door voordrachten te geven over “het gezond, gelukkig buitenleven”, door artikels in de Boerin te publiceren over de “deugden van het landbouwleven” en de “vernietigende stad”.

##### Naar meer aangepaste organisatievormen
Aanvankelijk groeide de jeugdwerking binnen Boerenbond niet in de eerste plaats uit de aandacht voor de jongere als jongere maar als toekomstige volwassene en dus als toekomstig lid van de boer(inn)engilden.
Het grote succes echter van de studie-, zang- en toneelafdelingen en de massale participatie van de jongeren in de werking van Boerenbond (de jonge boeren vormden de meerderheid van de deelnemers op de eerste studiedagen van Boerenbond, in januari 1922) en de Boerinnenbond deden bij de nationale verantwoordelijken de gedachte groeien om de jongeren een eigen organisatievorm te bezorgen. Tijdens de zitting van 24 november 1924 belastte de Hoofdraad van Boerenbond. kanunnik Luytgaerens met de organisatie van de mannelijke boerenjeugd. Kanunnik Luytgaerens ging hier onmiddellijk toe over. Op Boerenbond-studiedagen te Leuven in december 1924 kon reeds een afzonderlijke vergadering belegd worden voor de studieafdelingen en de jeugdorganisatie. In augustus 1925 werd E.H. Engelen vrijgesteld als verantwoordelijke voor de boerenjeugd. In oktober 1925 verschenen de Grondregels van de plaatselijke afdeling in Onze Gids, het maandelijks blad voor de bestuursleden van de plaatselijke gilden.
Binnen de Boerinnenbond stak de speciale werking voor boerendochters in 1926 van wal, onder impuls van hoofdopzienster Jeanne Cardijn, hierin aangemoedigd door haar neef E.H. Jozef Cardijn, en Maria Goetschalckx, opzienster voor de provincie Antwerpen.
De stichtingsvergadering van de eerste boerinnenjeugdafdeling te Onze-Lieve-Vrouw-Waver (Antwerpen, 31 januari 1927) betekende de definitieve start van de BJB In de loop van datzelfde jaar kregen ook de afdelingen voor jonge boeren gestalte. Als basis voor de samenstelling van de jeugdafdelingen gold de zogenaamde ledenlijst “B”, de lijsten van zonen en dochters van de leden van de boer(inn)engilden.

#### Impulsen vanuit de Katholieke Actie (K.A.)
De encycliek ubi Areano Dei (1922), waarin paus Pius XI opriep tot bevordering van de Katholieke Actie, het lekenapostolaat onder het gezag van de kerkelijke hiërarchie, vond veel weerklank binnen het georganiseerde, katholieke jeugdwerk.
Reeds in 1919 was in Wallonië de Association Catholique de la Jeunesse Belge (A.C.J.B.) opgericht door de proosten A. Brohée en L. Picard. De A.C.J.B. moest aanvankelijk een zuiver kerkelijke-godsdienstige organisatie worden, parochiaal georganiseerd. Alle jeugdorganisaties die niet strikt aan deze omschrijving voldeden, werden uitgesloten. De feitelijke sociale gelaagdheid van de jeugd werd hierbij over het hoofd gezien.
In Vlaanderen werd vooral onder impuls van de proosten Luytgaerens (Boerenbond) en Cardijn (KAJ.) een ander concept opgehangen. Gepleit werd voor een “gespecialiseerde K.A.” waarbij de op te richten K.A.-beweging voor jongeren zo dicht mogelijk aansloot bij de christelijke, sociale werken. Lange onderhandelingen met het episcopaat leidden in augustus 1927 tot een compromis: de gespecialiseerde K.A., met sociale differentiatie, werd toegelaten, op voorwaarde van de erkenning van een principiële onverenigbaarheid tussen katholieke actie en politieke actie. Dit compromis maakte de weg vrij naar de oprichting, in april 1928, van het Jeugdverbond voor Katholieke Actie (J.V.K.A.), dat losstond van de A.C.J.B.
De beweging voor meisjes moest wachten tot 1931 vooraleer het Vrouwelijk J.V.K.A. werd opgericht. Dit was op dezelfde leest geschoeid als het J.V.K.A. maar bleef in unitair verbond met het ondertussen gereorganiseerde A.C.J.F.B.
De oprichting van J.V.K.A. en V.J.V.K.A. betekende voor de BJB de officiële erkenning van hun bestaan. De twee takken (jongens en meisjes) werden formeel erkend en gemandateerd als organismen voor katholieke actie bij de boerenjeugd. Hun doel was viervoudig: ze moesten instaan voor de technische, maatschappelijke, culturele en godsdienstige vorming van de jonge boeren en boerinnen.
De leuze van de BJB-jongens “Voor ploeg en kruis” drukte dit programma kernachtig uit.
Een betere ontwikkeling en vorming moest de boerenjongeren meer standsfierheid bijbrengen en van hen tezelfdertijd strijders voor Kerk en geloof maken.

#### De verhouding tot Boerenbond en de Boerinnenbond
De dubbele afhankelijkheid van de BJB (Boerenbond en Katholieke Actie) en de grote plaats die de godsdienstige vorming binnen de beweging ging innemen, betekende niet dat de jeugdorganisaties los gingen staan van de gilden voor volwassenen. Aanvankelijk bleef de jeugdwerking zonder eigen personeel of ledenblad volledig ingekapseld in het grotere geheel. Binnen Boerenbond werd geen centrale afdeling voor de jeugd opgericht en de praktische werking voor de boerenzonen rettordeerde onder de Dienst voor Toezicht. In 1928, bij de toetreding tot het J.V.K.A., verwoordde BJB-proost Engelen deze afhankelijkheid:
“Willen wij dat ons werk degelijk weze, willen wij dat de jeugdafdeeling tot haren vollen bloei kome, dan moet ze onder het gezag der oude gilde blijven en nauw met deze verbonden zijn.”
Praktisch betekende dit dat het gildebestuur moest vertegenwoordigd zijn in het bestuur van de jeugdafdeling en omgekeerd. De jeugdafdeling mocht geen afzonderlijke kas houden.
Ze diende mee te werken aan de gildevergaderingen en -feesten en zich hierbij “... niet opdringen, maar enkel de hulp verlenen die haar gevraagd wordt”. Daarnaast werden voor de jongens ook afzonderlijke vergaderingen voorzien maar, vooral in het begin, liefst niet te veel: “Liever drie flinke vergaderingen in een winterseizoen dan tien die niet veel betekenen”.
De jeugdorganisaties grepen de dubbele afhankelijkheid - van Kerk en Boerenbond- echter aan een zich geleidelijk los te wrikken uit de voogdij van de volwassenorganisaties. Deze evolutie verliep parallel voor de BJB-jongens en de BJB-meisjes, zij het niet gelijktijdig.
De integratie van de BJB-jongens in het J.V.K.A. liet hun toe zich vanaf 1928 duidelijker te profileren binnen Boerenbond-structuren. In 1932 werden een eigen uniform en kentekens gebruikt en werd de eerste BJB-vlag ingewijd te Ingelmunster. De ledenlijst “B” werd in 1933 vervangen door een “Ledenlijst van de Jeugdafdeling”.
Voorlopig echter bleef de sterke band met de Boerinnenbond behouden: de BJB beschikte noch over eigen personeel, noch over een eigen ledenblad (ze kregen wel een eigen hoekje in De Boerin). De volledige ontvoogding van de meisjesbeweging werd pas in 1946 gerealiseerd.
De eerder geleidelijke organisatorische uitbouw van beide BJB-takken belette niet dat de beweging in deze vooroorlogse periode gestadig kon groeien. De Boerenjeugdbond telde in 1939 zo’n 17.000 leden; de Boerinnenjeugdbond kon in datzelfde jaar rekenen op zo’n 24.000. De groots opgezette jubelviering (mei 1937) waarbij ter gelegenheid van het 10-jarig bestaan van de BJB 10.000 jonge boeren en boerinnen in optocht door de straten van Leuven opstapten, was een uiting van zelfvertrouwen vanwege de georganiseerde boerenjeugd in Vlaanderen.

#### De structurering
Door de aanstelling van eigen vrijgestelden voor de BJB-jongens kon langzamerhand een volledig het Vlaamse Land bestrijkende structuur uitgebouwd worden. Voor de meisjes kwam, weliswaar pas ten volle na de Tweede Wereldoorlog, een gelijkaardige structuur tot stand.
Aan het hoofd stonden de algemene proost en de algemene voorzitter, benoemd door de Bisschoppen. De algemene proost ontving zijn directieven van het Episcopaat en deelde deze mede aan de Centrale Raad (bij de meisjes: Nationale Raad). Deze was samengesteld uit de algemene proost en voorzitter en de diocesane leiders en proosten, later uitgebreid met de nationale verantwoordelijken. De Centrale Raad vergaderde minstens om de twee maanden om het algemene beleid uit te stippelen. De veertiendaagse dienstvergaderingen van diocesane leiders en de algemene proost en voorzitter behandelden de meer dagelijkse bekommeringen.
De diocesane leiding was in elke provincie in handen van de diocesane proost en de diocesane leider. Beiden werden aangesteld door hun bisschop. Zij werkten nauw samen met de Centrale Raad en de nationale leiding.
Elke diocees of provincie was nogmaals verdeeld in gewestelijke of decanale kringen wier hoofdtaak bestond uit vorming en leiding geven aan de bestuursleden van de plaatselijke afdelingen, die van rechtswege deel uitmaakten van de gewestelijke kringen. De gewestelijke proost werd aangesteld door zijn bisschop. De gewestelijke voorzitter en secretaris werden gekozen door het bestuur. Hun keuze was onderworpen aan de goedkeuring van de gewestelijke en diocesane proost.
De plaatselijke afdeling is rechtstreeks aangesloten bij de BJB-Centrale. Zij staat onder de leiding van de parochiale proost en een bestuur met een voorzitter, schatbewaarder en secretaris.

#### Doel en programma van de BJB[14]
De BJB stelde zich een vierledige vorming van de boerenjeugd tot doel: technisch, cultureel, sociaal en godsdienstig. Dit gold zowel voor de Boeren- als Boerinnenbond, hoewel de praktische uitwerking van dit programma uiteraard andere klemtonen had bij meisjes en jongens.

##### Technische vorming
Via technische werking wilde de BJB van zijn leden technisch onderlegde landbouwers en goede huisvaders en -moeders maken. Hiervoor moesten de jonge boeren en boerinnen de nodige vakkennis opdoen die de lagere school en het naschools landbouw- en huishoudonderwijs niet verstrekten. De beroepswerking voor de jongens spitste zich in die periode vooral toe op de proefveldenwerking. Hierbij kregen de leden van de afdeling de kans om onder leiding van technici van Boerenbond te experimenteren met moderne landbouwtechnieken op een stukje grond dat hun ter beschikking werd gesteld.

##### Culturele vorming
Dit werkingsaspect wilde komaf maken met het traditionele beeld van de ietwat plompe, ongemanierde, ruwe, onhandige en schuchtere agrariërs. De BJB wilde de leden uiterlijke en innerlijke beschaving meegeven: vakkennis, algemene ontwikkeling, voornaamheid in taal en omgang, wellevendheid. Dit alles met inachtneming van de eigenheid van het eigen boerenleven en het landelijk milieu: “De BJB moet van hen maken geen steedische modepronkers maar voorname, fijn, jonge boeren”.

##### Sociale vorming
De jonge boer en boerin moest een besef van volksverbonden en christelijke solidariteit met alle maatschappelijke standen bijgebracht worden. Daartoe was het noodzakelijk de oude veten, wrak, familietwisten, dorpspolitiek en “zooveel andere dwaze dingen die in vele Vlaamse buitengemeenten een echte kanker zijn geweest” achter zich te laten en te overstijgen.
In de plaats trachtte de BJB onder zijn leden sociaal voelen, denken en handelen te propageren. “... dat is de gemeenschap trouw blijven ook wanneer onze persoonlike belangen er niet mee gediend zijn, omdat wij door een trouw lidmaatschap de gemeenschap doen leven tot steun van onze medebroeders”.

##### Godsdienstig-zedelijke vorming
De BJB stelde zich als gespecialiseerde K.A.-groepering een dubbel apostolaat tot doel: verdieping van het godsdienstig leven en verzedelijking van het boerenmilieu.
De godsdienstig-zedelijke vorming moest ertoe leiden dat de jonge landbouwers hun geloof leren beleven in en buiten de kerk. In de kerk door een overtuigde deelname aan het misoffer, door biecht en communie, door het volgen van retraites en recollecties en door medewerking met parochiegeestelijken.
Buiten het kerkgebouw moest dit zich uiten door een hoogstaand, zedelijk leven.
De godsdienstige vorming moest haar stempel drukken op werk, familieleven, sociaal en economisch leven, verkeringen en huwelijk. Het devies “alles herstellen in Christus” werd binnen de BJB dus letterlijk toegepast.

##### Ontspanning: een schuchter begin
Het sterk uitgesproken K.A.-karakter van de BJB verklaart de stiefmoederlijke behandeling die het werkingsaspect “ontspanning” in deze periode toebedeeld kreeg. Enerzijds werd de nood aan ontspanning van de leden aangevoeld, anderzijds moest toegegeven worden dat men voor het “vraagstuk” van de ontspanning van de jonge boeren en boerinnen vooralsnog slechts tot een “begin van oplossing” kwam. Aan ontspanning werd geen autonome waarde toegekend:
ze stond in dienst van de godsdienstig-zedelijke vorming.
De BJB propageerde op de eerste plaats ontspanning in familieverband: lectuur, gezelschapsspelen, familiefeestjes die onder het waakzame oog van vader en moeder tevens een geschikte gelegenheid tot ernstige kennismaking met leden van het andere geslacht konden zijn.
De BJB stond zeer wantrouwig tegenover zeden-verwilderende ontspanningsvormen als bepaalde sporten (de “sportfurie”), cinemabezoek en vooral dansen (zelfs volksdansen): “Danszalen en danstenten zijn simpelweg een pest voor de jeugd op onzen Vlaamschen buiten. Een eerlijk en deftig BJB’er zet op zulke plaatsen geen voet”.
Ter vervanging begon de BJB in de late jaren dertig zelf geleidelijk aan eigen ontspanningsvormen te introduceren. Als bijzonder geschikt werden zang, voordracht en toneel bevonden. Lichamelijke opvoeding beperkte zich vooralsnog tot "marchere in grope" en "optochten in uniform en met vlaggen". In sommige gewesten werden reeds sportieve zomerfeesten (nu sportfeesten) georganiseerd. In 1937 begon E.H. De Mey te Boezinge ook met paardensport voor jonge boeren.

### De BJB tijdens de Tweede Wereldoorlog (1940-1944)

#### Structuurveranderingen
De bezettende macht tijdens de oorlog legde verbod op aan al de bestaande sociale organisaties om hun activiteiten voort te zetten. Het Belgische episcopaat beriep zich echter op zijn recht om de Katholieke Actie-beweging als kerkelijke aangelegenheid te vrijwaren.
Hieruit volgde dat K.A.-jeugdbewegingen van de drie christelijke sociale organisaties (Boerenbond, A.C.W. en N.C.M.V.) voor Vlaanderen werden opgericht als zelfstandige v.z.w.’s met rechtspersoonlijkheid en rechtstreekse afhankelijkheid van het kerkelijk gezag.
De Bondsraad van de Belgische Boerenbond stemde in oktober 1940 in met deze structuurwijziging. Voortaan werd de BJB “een afzonderlijk organisme, met eigen leden en eigen leiding, en staat buiten de organisatie”. De BJB werd dus formeel uit Boerenbond-structuren losgeweekt. In februari 1941 werd de BJB als zodanig officieel gestructureerd met een eigen Raad van Beheer. Deze zelfstandige structuur behield Boerenbond tot 1965.
De Boerenjeugdbond kreeg in 1941 een eigen Centrale in de Blijde Inkomststraat.
In de praktijk bleef de hechte band tussen de BJB en Boerenbond steeds bestaan. Op plaatselijk niveau leidde de BJB de boerenzonen of -dochters naar de parochiale boer(inn)engilden. Kanunnik Engelen, proost van de Boerenjeugdbond, vroeg en kreeg de toezegging dat de organisatie eerder op de steun van Boerenbond kon rekenen. Voor de vakopleiding van de jonge boer zou verder gezorgd worden, ter plaatse door de boerengilde en centraal door het Secretariaat, met als schakel tussen de twee niveaus de Dienst voor Toezicht.
Deze sterke band bleef nog bestaan in de figuur van Mgr. Cruysberghs, proost van het J.V.K.A. (1936-1951) en Boerenbond (1936-1962), die aldus de bindfiguur was tussen de kerkelijke en wereldlijke oversten van de BJB.
Binnen de BJB werd het trouwens als een gemis aangevoeld dat men door de nieuw aangeworven zelfstandigheid niet meer in de bestuursorganen van Boerenbond vertegenwoordigd was. Reeds in 1948 vroeg kanunnik Engelen of de BJB kon vertegenwoordigd zijn door voorzitter C. Thys in de Bondsraad met als tegenprestatie de afvaardiging van M. Van Beveren van Boerenbond in de Centrale Raad van de BJB. Meer dan een plaats als waarnemer bij de Bondsraad zat er voor C. Thys echter niet in.

#### Werking in moeilijke omstandigheden
De tactiek van het losweken van de K.A.-jeugdwerken uit de sociale organisaties belette dat de bezetter de BJB tijdens de oorlogsjaren de werkzaamheden deed stopzetten. Zo goed als mogelijk trachtten de verantwoordelijken de werking verder te zetten, uiteraard met de nodige beperkingen ten gevolge van de speciale omstandigheden. Zo verdween het ledenblad “De BJB-er” tot na de oorlog. Plaatselijk en gewestelijk kampte vooral de Boerenjeugdbond soms met een gebrek aan kaders, eerst ten gevolge van de mobilisatie, later door de opeisingen van jonge mannen als arbeidskrachten voor de Duitse landbouw en industrie.
Anderzijds zorgden de bijzondere omstandigheden ook voor enkele specifieke klemtonen in de werking. De rechtstreekse, statutaire afhankelijkheid van het Belgische episcopaat versterkte nog het uitgesproken K.A.-karakter van de beweging. Met name in West-Vlaanderen versterkte Karel Dubois, algemeen proost van de K.A. in het bisdom, zijn greep op de BJB. De werking voor de leden-gemobiliseerden die reeds vóór de oorlog was gestart in samenwerking met MILAC kende tijdens de eerste jaren van de mobilisatie en de oorlog een hoogtepunt.
De beperking van de activiteiten maakte ook plaats vrij voor bezinning aan de top ter voorbereiding van een hernieuwde werking na de oorlog. Zeer belangrijk voor de naoorlogse evolutie was de splitsing in 1942 bij de Boerinnenjeugdbond van de werking in Jong-BJB-meisjes (-17-jarigen) en BJB-meisjes (+17-jarigen). In 1944 kregen de meisjes eindelijk hun eigen ledenblad De Zonnebloem. Dit bevestigde meteen hun eigen identiteit ten opzichte van “moeder-Boerinnenbond”, hoewel de BJB-meisjes steeds een grotere afhankelijkheid van de volwassenbeweging zouden behouden dan dit het geval was met de BJB-jongens. Pas in 1947 werden afzonderlijke opziensters voor de Boerinnenbond en de BJB-meisjes (de diocesane leidsters) aangesteld.

### Van Katholieke Actie-beweging tot Jeugdbeweging (1945-1965)
Onmiddellijk na de oorlog werden de werkzaamheden hervat en uitgebreid. Aan de top kwamen nieuwe gezichten de beweging versterken. In 1946 volgde Juliana Lievens, Jeanne Cardijn op als hoofdleidster van de meisjes. Bij de BJB-jongens werd het personeel verdubbeld, zodat voortaan iedere provincie over twee opzieners beschikte. Constant Thys werd voorzitter, terwijl Albert Meyhi als algemeen secretaris werd aangesteld. In januari 1949 volgde E.H. Claes kanunnik Engelen na diens overlijden op als nationaal proost BJB
Weldra kon de BJB ten volle zijn werkzaamheden hervatten en nieuwe werkingsaspecten uitbouwen. Het was dan ook een bloeiende en zelfverzekerde BJB die gemeenschappelijk - jongens en meisjes - in 1952 te Leuven zijn vijfentwintigjarig bestaan vierde. De BJB telde op dat ogenblik zo’n 53.000 leden (24.000 jongens en 29.000 meisjes).
In datzelfde jubeljaar kregen de BJB-meisjes voor het eerst een eigen proost: kanunnik Ansay. Kanunnik Claes bleef proost bij de jongens.

De nieuwe generatie BJB-verantwoordelijken zorgde ook voor nieuwe impulsen: men zou behoedzaam evolueren van pure K.A.-beweging naar een echte - katholieke - jeugdbeweging. Kanunnik Claes verwoordde dit als volgt:
“Als wij voor deze keuze zouden gesteld worden van de BJB, K.A. of jeugdbeweging te maken, wat zouden wij dan voor antwoord geven? Ik zeg jeugdbeweging in deze zin dat de BJB moet uitdeinen in de massa en zich niet mag beperken tot loutere K.A.-vorming bij een kern of elite. Iedere boeren- en tuinderszoon moet iets aan de BJB kunnen hebben. Wij dienen ons te richten door de kern tot de massa. De BJB wil beantwoorden aan alle spiraties van de landelijke jeugd in elke levensperiode vóór het huwelijk of geestelijke roeping” .
Deze verandering manifesteerde zich vooral op twee vlakken: enerzijds de verruimde belangstelling voor de jongere leden, anderzijds de uitbouw van de sport- en ontspanningswerking.

#### De aandacht voor de jonge leden
Reeds in 1940 was bij de BJB-meisjes een opleiding gemaakt van de werking voor de -17-jarigen en de +17-jarigen. Dit betekende dat de jonge leden een eigen aanpak kregen, aangepast aan de noden van hun leeftijd. Jong-BJB had een meer jeugdig en sportief karakter.
Specifiek voor de BJB-meisjes was nog de Madeliefjeswerking: groepjes aspirant-leden van 12 tot 15 jaar, die een voorbereiding moest zijn op de definitieve inlijving bij de (jong-) BJB Er was een eigen tijdschrift, Bloesem (vanaf 1950), in 1958 opgevolgd door Madeliefje.
Ook de BJB-jongens kregen een specifieke werking voor de jongere leden, eveneens jong-BJB geheten. Een aangepast programma met veel spel en vaardigheidsoefeningen, het scheppen van een kameraadschappelijke geest en het inschakelen van korte lessen over de grondprincipes van de Katholieke Actie en de BJB moest de jongste leden en de schoolverlaters stilaan rijp maken voor het echte jeugdbewegingsleven van de BJB. Het tijdschrift Het volle Leven in (1950-1961) richtte zich tot deze doelgroep.
In 1962 kwam er een grotere structurele coördinatie tussen de BJB-jongens en de BJB-meisjes. Voortaan kreeg de BJB formeel een tweeledige structuur waarin ook de jongsten een plaatsje hadden. Bij de jongens was er de Erfwacht voor de pluszeventienjarigen en de Jongschaar voor de minzeventienjarigen; de BJB-meisjes (pluszeventien) en Jong-BJB (minzeventien) waren de parallelle indelingen bij de vrouwelijke BJB.
Deze herstructurering kwam ook tot uiting in de tijdschriften van de beweging. De Erfwacht behield Ploeg en Kruis; de Jongschaar kreeg in 1962 Durven. De BJB-meisjes kregen vanaf 1961-1962 Ontmoeting in de bus, voor Jong-BJB was er De Zonnebloem.

#### Sport, Ruiterij en Vendelen

##### Sport
Kenmerkend voor de evolutie van louter K.A.-beweging naar jeugdbeweging was de ruimere plaats die sport en spel gingen innemen in de BJB-werking. Onmiddellijk na de Tweede Wereldoorlog werd Jos Peeters bij de BJB-jongens vrijgesteld om de sportwerking te organiseren. Dit resulteerde in 1952 in de oprichting van een Dienst Lichamelijke Opvoeding (D.L.O.).
De concrete uitwerking van het sportprogramma werd mogelijk gemaakt door het aanstellen van sportverantwoordelijken op de verschillende werkingsniveaus, contactvergaderingen en (bij)scholingscursussen.
Sport mocht echter - zeker in de beginfase - geen autonome waarde worden. Ze moest kaderen in de apostolaatsgedachte van de BJB: de jongens gezonde ontspanning bieden met een opvoedende waarde zonder al te zeer de wedijver op te wekken. Zo mochten de BJB’ers gerust onder elkaar eens voetballen. Te vermijden waren echter wedstrijden tegen andere groepen: “... daar komt er heel gouw de sportfurie van”. De sportwerking van de BJB richtte zich in die periode in de eerste plaats op vormen die geacht werden bijzonder goed aan te sluiten bij het landelijk milieu: ruiterij en vendelzwaaien (zie verder). Daarnaast was er het keurturnen met de bondsreeksen: reeksen van ritmische oefeningen.
Ook de meisjes bouwden een sportwerking uit, zij het niet zo vlug als de jongens. Het duurde nog tot 1962 vooraleer er sportmonitrices werden aangesteld die de uitbouw van lokale sportgroepen mogelijk maakten.
De bekroning van de jaarwerking op sportgebied waren de jaarlijkse gewestelijke en provinciale Zomerfeesten-Sportfeesten die vanaf 1959 gemengd konden doorgaan. Op deze feesten werden die oude Vlaamse volksspelen weer opgefrist en aangepast, de bondsreeksen werden geturnd en ook de vendeliers en ruiters kwamen aan bod.
Andere hoogtepunten waren het Nationaal BJB-festival in augustus 1963 en de deelname aan het Europa-festival van de Mouvement International de la Jeunesse Agricole et Rurale Catholique (M.I.J.A.R.C.) te Stuttgart in mei 1965.
De Landelijke Rijvereniging (L.R.V.)
Deze vorm van ontspanning voor de jonge boeren ontstond in 1937 te Boezinge.
André De Mey, onderpastoor en BJB-proost, verenigde er een twintigtal jonge boeren die leerden paardrijden. De Mey zag in de ruiterij een ideale kans op ontspanning, sport en vorming voor de jonge boeren. Immers: de meeste jonge boeren beschikten op het ouderlijke bedrijf over een paard. Het was een logische stap dit paard in de vrije tijd te gaan gebruiken voor ontspanning.
Reeds in 1939 zocht De Mey contacten met de nationale BJB-leiding (kanunnik Engelen). Deze contacten werden onmiddellijk na de oorlog hernomen. In 1947 nam de provinciale leiding van BJB-West-Vlaanderen de L.R.V.-activiteiten op in haar programma. Na het overlijden van kanunnik Engelen werd met de nieuwe nationaal proost, kanunnik Claes (1949), de L.R.V.-werking in het nationaal BJB-programma opgenomen en sterk georganiseerd als zelfstandige dienst binnen de BJB. Circa 1952 ontstond vanuit de L.R.V. de paardenfokkerij. In 1958 werd de Landelijke Ruiterschool opgericht te Oud-Heverlee. Hierdoor werd voorzien in een degelijke vorming voor de ruiters. De ruiterij werd naar de buitenwereld een van de visitekaartjes van de BJB waardoor de beweging zich onderscheidde van andere K.A.-bewegingen. Zo waren de BJB-ruiters opgemerkte verschijningen tijdens de amnestie-betoging te Antwerpen op 18 september 1959. De L.R.V.-leden die de jeugdbewegingsleeftijd ontgroeid waren, wilden echter blijven paardrijden binnen L.R.V.-verbond. Om dit leeftijdsprobleem op te vangen werd in 1959 de leiding over L.R.V. overgenomen door Boerenbond. De diocesane KLJ-leiders bleven het praktische organisatiewerk op zich nemen, echter onder toezicht van de opzieners van Boerenbond In 1967 werd L.R.V. terug onder de bevoegdheid van KLJ gebracht.

##### De Landelijke Vendeliersgilde (L.V.G.)
Het vendelen werd in de BJB gelanceerd ter gelegenheid van de jubelvieringen van 1952. Het werd verder georganiseerd in de schoot van de BJB onder impuls van kanunnik Claes, nationaal leider René Peeters en vooral van Omer François.
Bedoeling was het vendelen te doen herleven “als een middel om te getuigen van de hoge levensstijl en de echte adel, die de boerenstand in zich draagt”. Samen met de ruiterij, het volksdansen en de volkszang moest in het vendelen de eigen Vlaamse cultuur in een eigentijdse vorm herleven.
Het vendelen kende in de BJB een snelle evolutie. Verschillende reeksen werden opgetekend; dubbel vendelen, kunstvendelen, vendelen op muziek, vendelen te paard of op een staande piramide werden ontwikkeld. In 1956 telde L.V.G. meer dan vijfhonderd leden. Het wimpelen voor jongeren ontstond in 1961 en groeide eveneens uit tot vijfhonderd leden.
De vendeliersgilden kenden hun grootste bloei gedurende de jaren zestig. Ze kregen een duidelijke structuur met een getrapte vertegenwoordiging van het plaatselijke naar het nationale plan. De topleiding van de L.V.G. bestond uit de vijf provinciale hoofdmannen samen met Omer François en de nationaal BJB-verantwoordelijke voor vendelen.
Naast de traditionele Zomerfeesten ontstond het Landjuweel, waarop de beste vendeliers om de twee jaar met elkaar wedijveren in de basisreeks uit Brecht en in allerlei aanvullende reeksen.

#### De internationale dimensie
De Mouvement International de la Jeunesse Agricole et Rurale Catholique (M.I.J.A.R.C.)
De internationalisering van het politieke, economische en maatschappelijke leven na de Tweede Wereldoorlog liet ook de BJB niet onberoerd. Sedert 1949 onderhielden de christelijke bewegingen van landelijke jongeren regelmatige contacten met elkaar. BJB speelde in die groeiende contacten een niet-onbelangrijke rol onder impuls van o.a. algemeen secretaris Albert Meyhi, nationaal leider Constant Thys en nationaal leidster Elza Vandenbosch. Uit deze contacten ontstond te Annevoie bij Namen op 10 oktober 1954 de M.I.J.A.R.C.
In het uitvoerend comité zetelde A. Meyhi voor de BJB-jongens en -meisjes.
M.I.J.A.R.C. ontstond vanuit een viervoudige bekommernis:
- De samenwerking tussen de landelijke jeugdbewegingen bevorderen.
- Helpen om de plattelandssamenleving over de gehele wereld naar christelijke beginselen op te bouwen.
- De aangesloten bewegingen helpen bij de vorming en opvoeding van hun leden.
- De boeren- en landelijke jeugd in de openbare opinie en bij de internationale instellingen vertegenwoordigen.

Een eerste hoogtepunt bereikte de M.I.J.A.R.C.-werking toen in mei 1960 te Lourdes het eerste wereldcongres doorging. Op dat ogenblik werd M.I.J.A.R.C. geleid door BJB-voorzitter René Peeters. Dit congres met als thema “de honger in de wereld” betekende een krachtige stimulans voor de solidariteitsactie van de BJB Een ander hoogtepunt uit die periode was het Europafestival te Stuttgart in 1965.
Rond 1965 overkoepelde M.I.J.A.R.C. zo’n vijfenzestig aangesloten bewegingen. De speciale band tussen BJB en M.I.J.A.R.C. werd nog geïllustreerd door de vestiging van het algemeen secretariaat van M.I.J.A.R.C. in de BJB-Centrale op de Diestsevest te Leuven en de financiële en logistieke steun die dit secretariaat genoot vanwege de BJB en Boerenbond.

##### Ontwikkelingshulp
Vanaf 1956 begon de BJB aan de voorbereiding van een solidariteitswerking ten voordele van Congo en Rwanda. De Kongo-commissie verenigde de nationale leidingen van de BJB-jongens en -meisjes rond het probleem van ontwikkelingshulp.
Een speciale impuls ging hierbij uit van M.I.J.A.R.C. die, om aan haar doel te beantwoorden, een solidariteitsactie uitbouwde. Bij de nationale bewegingen werden hiertoe subcommissies opgericht. De M.I.J.A.R.C.-commissie BJB stond aldus vanaf 1961 in voor de internationale vorming van de leden en de organisatie van de BJB-ontwikkelingshulp.
Gekozen werd voor de formule van het voluntariaat (de “lekehelpers”) dat moest zorgen voor opleiding van jonge boeren in Congo en Rwanda via het opzetten en begeleiden van een Jeunesse Agricole Catholique (J.A.C.). De eerste twee vrijwilligsters gingen in 1960 en 1961 aan de slag. De eerste jongen vertrokken einde 1962. In totaal werden zo’n achtendertig vrijwilligers uitgezonden.
Al vlug werd de noodzaak ingezien om op de werking voor de Afrikaanse jongeren ook een volwassenenwerking te laten volgen. Daarom, en ook omwille van voordelen op financieel en fiscaal vlak, werd in 1964 de M.I.J.A.R.C.-commissie opgevolgd door Ieder voor Allen (I.V.A.). Deze v.z.w. moest een dienst voor ontwikkelingssamenwerking zijn van de vier vakken van de plattelandsorganisaties: Boerenbond, Boerinnenbond en BJB-jongens en -meisjes. Gegroeid uit de jeugd werd I.V.A. een echt Boerenbond-orgaan. De jongeren bleven echter voorlopig het leeuwendeel van het werk op zich nemen via de secretarissen Trees Wauters en Emil Bolmain. Ook het grootste gedeelte van de financiële middelen kwam nog vanuit de BJB. 
De werking met uitgestuurde vrijwilligers werd op het einde van de jaren zestig afgebouwd en vervangen door financiële en logistieke steun aan projecten die zoveel als mogelijk door inlandse kaders moesten worden gedragen.
Uit Ieder voor Allen zal later de NGO Trias groeien.

### De woelige jaren: 1965-1975

#### Algemeen kader[22]
De jaren zestig brachten een heroriëntatie in alle katholieke bewegingen en zeker in de jongerenbewegingen. De jongeren zochten naar nieuwe vertrekpunten. Vaste waarden werden in twijfel getrokken. De inspiratie kwam nog steeds uit het evangelie maar het kerkelijk leergezag werd in twijfel getrokken. De bewegingen stelden zich zeer kritisch op tegenover de katholieke zuil en de maatschappij in het algemeen.
Het was de start van een ver doorgedreven democratisering. Uniformen verdwenen of werden gemoderniseerd. De autoritaire leidersfiguur verdween van het voorplan en maakte plaats voor inspraak van elk lid. In de jaren ‘70 werd de co-educatie sterk gepropageerd. Overal fusioneerden groepen tot gemengde jeugdbewegingen. Het voorbeeld was op nationaal vlak gegeven. Er werd zeer open gediscussieerd over seksualiteit en andere problemen die vroeger taboe waren. De herbronning in progressieve zin zorgde voor grote problemen binnen de organisaties.
De specifieke standsorganisaties kregen toenemende concurrentie van niet-standsgebonden jongerenbewegingen zoals V.V.K.S. en V.V.K.M. Bovendien voldoen, met het toenemen van de ontspanningsmogelijkheden, veel jongeren zich niet meer aangetrokken tot de traditionele jeugdbewegingen. Dit uitte zich in stagnerende of dalende ledencijfers.

#### De naamsverandering
Onmiddellijk na de Tweede Wereldoorlog zag de BJB in dat er voor hem op termijn een gevaar lag in de verstedelijking. Vele jonge boeren en boerinnen vonden geen werk meer op het ouderlijk bedrijf. Ze gingen in de stedelijke industrieën en ambachten werken en pendelen. Op die manier werd het landelijk milieu opengebroken: heel wat jongeren waren boerenjeugd van afkomst maar arbeidenden vanuit hun werkmilieu. Vandaar de vrees voor ledenverlies en concurrentie met de KAJ.
Om dit op te vangen pakten de BJB-jongens in het werkjaar 1947-1948 uit met een gemengd programma, een programma voor BJB’ers-arbeiders. Sommige van de lessen waren opgesteld door de KAJ.-leiding.
In de volgende jaren nam het aantal niet-boerende leden in de BJB toe, mede omdat op het platteland zelf een steeds grotere verscheidenheid van economische bedrijvigheid ontstond. De benaming Boerenjeugdbond voldeed op de duur niet meer aan de feitelijke situatie en het programma. Nadat reeds in 1955 de beweging in de Oostkantons van start was gegaan als Katholische Landjugend, begon de BJB onderhandelingen met zijn kerkelijke en Boerenbond-”oversten” om de naam te mogen veranderen.
In 1965 kon de BJB zijn naam veranderen in Katholieke Landelijke Jeugd (KLJ), de institutionalisering van een sinds lang bestaande situatie. De KLJ werd van standsbeweging tot milieubeweging omgevormd: “Wij wensen een jeugdbeweging, uitgaande van een levenssituatie: het jong-zijn, het Vlaming-zijn, het katholiek-zijn in het levenskader van de landelijke gemeenschappen, die mede door onze activiteit, in hun geheel moeten worden tot een leefmilieu, dat, zijn specifieke eigenheid bewarend, toch moet uitgroeien tot volwaardige en kernen van hoogstaand cultuur- en geestesleven”.
Na de naamsverandering bleef de KLJ toch speciale aandacht besteden aan haar programma’s voor jonge boeren en boerinnen. In elke afdeling (jongens en meisjes) kwam één beroepsverantwoordelijke in het bestuur. In 1966 werd de Dienst Beroepswerking omgevormd tot de Groene Kring.
Ter gelegenheid van de naamsverandering nam kanunnik Claes afscheid van de KLJ om een jongere nationaal proost de kans te geven het nieuwe programma en de nieuwe naam waar te maken. Hij werd opgevolgd door kanunnik Cardinaels.

#### Naar een gemengde werking
Tot op het einde van de jaren vijftig waren de activiteiten en afdelingen voor jongens en meisjes strikt gescheiden conform de richtlijnen van het episcopaat.
Vanaf het einde van de jaren vijftig kwam hierin geleidelijk versoepeling. De BJB-leiding maakte hiervan gebruik om behoedzaam gemengde activiteiten in te voeren. Hiertoe werd in 1958 gestart met het Topcomité BJB, een overlegorgaan van de nationale leidingen van de jongens en meisjes.
Sedert 1959 konden de Zomerfeesten gemengd doorgaan en werden gemengde parochiale cursussen voor +18-jarigen ingericht. Vanaf 1962-63 waren de verloofdencursussen gedeeltelijk gemengd.
Gedurende de jaren zestig was er een steeds sterker streven naar gemengde werking. Dit uit zich ook in het tijdschriftenbestand van de beweging: de aparte tijdschriften voor jongens en meisjes werden vervangen door “gemengde” bladen. Vanaf 1968 verscheen Ontmoeting, het maandblad voor de andere leden. Jong-KLJ kreeg vanaf 1970 Aksent. Voor de leiding was er vanaf 1968 Idee.
De integratie van beide takken werd een feit in 1969. Voortaan was er nog slechts één nationaal verantwoordelijke - een jongen of meisje - voor elk werkingsaspect. In 1970 nam de nationale leiding van de meisjes haar intrek in de KLJ-Centrale aan de Diestsevest. In 1979 werden de twee bewegingen samengesmolten tot één v.z.w.

#### Uitbouw van de Groene Kring
In 1971 werd de structuur van Boerenbond in een nieuwe Grondkeure gewijzigd. De ledenbeweging werd ontdubbeld in een ruime Landelijke Beweging met Landelijke Gilden, Ferm (toen nog KVLV).- en KLJ-afdelingen enerzijds en de Beroepsorganisatie met Bedrijfsgilden, Agra-Kringen (voor beroepsactieve vrouwen) en Groene Kring anderzijds.
Om dit te verwezenlijken hield de KLJ in 1970 een Agrarisch Jongerencongres waar de plaats van de jonge boeren in het geheel van de organisatie werd bediscussieerd. Beslist werd dat de Groene Kring een deel zou blijven van de KLJ en dat via de Groene Kring de jonge boeren zouden vertegenwoordigd worden in de volwassenorganisaties.
In die jaren kwam ook geleidelijk een Groene Kring-werking tot stand met in ieder gewest een Groene Kring-verantwoordelijke en een gewestraad waar de planning van de activiteiten gebeurt. Vanaf 1972 ontstonden de eerste kernen. In 1973 begon de Groene Krant te verschijnen.
Het programma van de Groene Kring omvat vorming en belangenverdediging van de jonge land- en tuinbouwers. Vorming gebeurt via de beroepscursussen, studie- en informatievergaderingen, ploegwedstrijden en stages, studiereizen en internationale uitwisselingen.
De belangenbehartiging gebeurt in de eerste plaats via vertegenwoordiging. Binnen Boerenbond is de Groene Kring vertegenwoordigd in de geledingen van de beroepsorganisatie en in het Centraal Comité voor Land- en Tuinbouwbelangen (C.C.L.T.), de vereniging van politieke mandatarissen-leden van Boerenbond.
Buiten Boerenbond wordt de Groene Kring regelmatig ingeschakeld in departementale commissies, is lid van de Nationale Landbouwraad en van de Conseil Européen des Jeunes Agriculteurs (C.E.J.A.). Bovendien zorgt de Groene Kring zelf voor acties om de aandacht van de publieke opinie te vestigen op de problemen van de jonge boeren.

## Het netwerk van KLJ

### Groene Kring
Sinds de jaren '60 richtte KLJ zich niet meer uitdrukkelijk op jonge boeren, maar om deze doelgroep toch niet te verwaarlozen werd Groene Kring opgericht. Groene Kring is sindsdien de "beroepswerking", terwijl KLJ zich meer richt op ontmoeting, ontplooiing en ontspanning van katholieke kinderen en jongeren in het algemeen. Ook na het jaar 2020 zijn KLJ en Groene Kring nog steeds verenigd onder één vzw.

### Landelijke beweging
Samen met Landelijke Gilden, KVLV en LRV vormt KLJ de landelijke beweging. De landelijke beweging streeft naar de erkenning van en het respect voor het Vlaamse platteland en zijn bewoners. Al deze bewegingen waren tot voor kort vooral gekend onder de naam van hun koepelorganisatie de Boerenbond.

### MIJARC
MIJARC (de Mouvement International de la Jeunesse Agricole et Rurale Catholique) is de internationale koepel van KLJ-afdelingen.

### Trias
KLJ werkt samen met de Vlaamse organisatie voor ontwikkelingssamenwerking Trias.

## Afdelingen
| Naam                         | Plaats                         | Aantal leden | Opgericht in |
| ---------------------------- | ------------------------------ | ------------ | ------------ |
| KLJ Aalter                   | Lotenhulle, Aalter             |              |              |
| KLJ Aarsele                  | Aarsele, Tielt                 |              |              |
| KLJ Aartrijke                | Aartrijke                      |              |              |
| KLJ Aartselaar               | Aartselaar                     |              |              |
| KLJ Achterbroek              | Achterbroek, Kalmthout         |              |              |
| KLJ Adegem                   | Adegem, Maldegem               |              |              |
| KLJ Alveringem               | Alveringem                     |              |              |
| KLJ Amel                     | Eibertingen                    |              |              |
| KLJ Ardooie                  | Ardooie                        |              |              |
| KLJ Arendonk                 | Arendonk                       |              |              |
| KLJ Assenede                 | Assenede                       |              |              |
| KLJ Balen                    | Balen                          |              |              |
| KLJ Bassevelde               | Bassevelde, Assenede           |              |              |
| KLJ Bazel                    | Bazel, Kruibeke                |              |              |
| KLJ Beauvoorde               | Veurne                         |              |              |
| KLJ Beek                     | Sweikhuizen                    |              |              |
| KLJ Beernem                  | Beernem                        |              |              |
| KLJ Beerst-Keiem-Leke        | Keiem, Diksmuide               |              |              |
| KLJ Beervelde                | Beervelde, Lochristi           |              |              |
| KLJ Beerzel                  | Beerzel, Putte                 |              |              |
| KLJ Bellegem                 | Bellegem, Kortrijk             |              |              |
| KLJ Belsele                  | Belsele, Sint-Niklaas          |              |              |
| KLJ Berg                     | Berg                           |              |              |
| KLJ Berlaar                  | Berlaar                        |              |              |
| KLJ Beselare Geluveld        | Geluveld, Zonnebeke            |              |              |
| KLJ Beveren Waas             | Beveren                        |              |              |
| KLJ Bocholt                  | Bocholt                        |              |              |
| KLJ Born                     | Born                           |              |              |
| KLJ Borsbeek                 | Borsbeek                       |              |              |
| KLJ Brecht                   | Brecht                         |              |              |
| KLJ Breendonk                | Breendonk, Puurs-Sint-Amands   |              |              |
| KLJ Burg Reuland             | Grüfflingen                    |              |              |
| KLJ Büllingen                | Mürringen                      |              |              |
| KLJ Bütgenbach               | Berg                           |              |              |
| KLJ De Polder                | Stabroek                       |              |              |
| KLJ Dentergem                | Dentergem                      |              |              |
| KLJ Deurne                   | Deurne, Diest                  |              |              |
| KLJ Diepenbeek               | Diepenbeek                     |              |              |
| KLJ Doorslaar                | Eksaarde, Lokeren              |              |              |
| KLJ Eernegem                 | Ichtegem                       |              |              |
| KLJ Eigenbilzen              | Eigenbilzen, Bilzen            |              |              |
| KLJ Eke                      | Eke                            |              |              |
| KLJ Ellikom                  | Ellikom, Oudsbergen            |              |              |
| KLJ Elsenborn                | Elsenborn                      |              |              |
| KLJ Elverdinge               | Ieper                          |              |              |
| KLJ Ertvelde                 | Ertvelde, Evergem              |              |              |
| KLJ Esen-Vladslo             | Esen, Diksmuide                |              |              |
| KLJ Essen Hoek               | Hoek, Essen                    |              |              |
| KLJ Essen Wildert            | Wildert, Essen                 |              |              |
| KLJ Essene                   | Essene, Affligem               |              |              |
| KLJ Etikhove                 | Etikhove                       |              |              |
| KLJ Eynatten                 | Eynatten, Raeren               |              |              |
| KLJ Galmaarden               | Vollezele                      |              |              |
| KLJ Gavere                   | Gavere                         |              |              |
| KLJ Geel ten Aard            | Geel                           |              |              |
| KLJ Gistel                   | Gistel                         |              |              |
| KLJ Gits                     | Gits, Hooglede                 |              |              |
| KLJ Groot Orsmaal            | Neerhespen                     |              |              |
| KLJ Haasdonk                 | Haasdonk, Beveren              |              |              |
| KLJ Hagelstein jongens       | Sint-Katelijne-Waver           |              |              |
| KLJ Hagelstein meisjes       | Sint-Katelijne-Waver           |              |              |
| KLJ Hakendover               | Hakendover, Tienen             |              |              |
| KLJ Halle                    | Halle, Zoersel                 |              |              |
| KLJ Hamme                    | Hamme                          |              | 1927         |
| KLJ Hamme St-Anna            | Hamme                          |              |              |
| KLJ Hamont Jongens           | Hamont, Hamont-Achel           |              |              |
| KLJ Hamont Meisjes           | Hamont, Hamont-Achel           |              |              |
| KLJ Heestert                 | Heestert                       |              |              |
| KLJ Herent Neerpelt          | Neerpelt, Pelt                 |              |              |
| KLJ Herenthout               | Herenthout                     |              |              |
| KLJ Hoboken                  | Hoboken, Antwerpen             |              |              |
| KLJ Hoeleden                 | Hoeleden                       |              |              |
| KLJ Honsfeld                 | Honsfeld                       |              |              |
| KLJ Hooglede                 | Hooglede                       |              |              |
| KLJ Hoogstraten              | Hoogstraten                    |              |              |
| KLJ Houtvenne                | Houtvenne, Hulshout            |              |              |
| KLJ Huba                     | Harelbeke                      |              |              |
| KLJ Ichtegem                 | Ichtegem                       |              |              |
| KLJ Ingelmunster             | Ingelmunster                   |              |              |
| KLJ Ingooigem                | Ingooigem                      |              |              |
| KLJ Jabbeke                  | Jabbeke                        |              |              |
| KLJ Jesseren                 | Jesseren, Borgloon             |              | 1964         |
| KLJ Kanegem                  | Kanegem, Tielt                 |              |              |
| KLJ Kaprijke                 | Kaprijke                       |              |              |
| KLJ Kasterlee                | Kasterlee                      |              |              |
| KLJ Kaulille                 | Kaulille, Bocholt              |              |              |
| KLJ Keerbergen               | Keerbergen                     |              |              |
| KLJ Keiberg                  | Zichem, Scherpenheuvel-Zichem  |              |              |
| KLJ Kelmis                   | Kelmis                         |              |              |
| KLJ Kerksken                 | Kerksken                       |              |              |
| KLJ Kersbeek                 | Kortenaken                     |              |              |
| KLJ Kesselt                  | Veldwezelt, Lanaken            |              |              |
| KLJ Kettenis                 | Kettenis, Eupen                |              |              |
| KLJ Kleine Brogel            | Kleine-Brogel, Peer            |              |              |
| KLJ Kleine Spouwen           | Kleine-Spouwen, Bilzen         |              |              |
| KLJ Kluizen                  | Ertvelde, Evergem              |              |              |
| KLJ Koekelare                | Koekelare                      |              |              |
| KLJ Koolskamp                | Ardooie                        |              |              |
| KLJ Kortemark                | Kortemark                      |              |              |
| KLJ Kortenaken               | Kortenaken                     |              |              |
| KLJ Kruibeke                 | Kruibeke                       |              |              |
| KLJ Kruishoutem              | Kruishoutem, Kruisem           |              |              |
| KLJ Kuringen                 | Kuringen, Hasselt              |              |              |
| KLJ Langemark                | Poelkapelle                    |              |              |
| KLJ Lauwe Rekkem             | Wevelgem                       |              |              |
| KLJ Lebbeke                  | Lebbeke                        |              |              |
| KLJ Ledegem                  | Ledegem                        |              |              |
| KLJ Leffinge                 | Leffinge                       |              |              |
| KLJ Lembeke                  | Lembeke                        |              |              |
| KLJ Lendelede                | Lendelede                      |              |              |
| KLJ Lichtaart                | Lichtaart, Kasterlee           |              |              |
| KLJ Lichtervelde             | Lichtervelde                   |              |              |
| KLJ Lier Noord               | Lier                           |              |              |
| KLJ Lier Zuid                | Lier                           | 84 (2022)    | 1988         |
| KLJ Linkhout                 | Linkhout, Lummen               |              |              |
| KLJ Lochristi Hijfte Jongens | Lochristi                      |              |              |
| KLJ Lochristi Hijfte Meisjes | Lochristi                      |              |              |
| KLJ Loenhout                 | Loenhout, Wuustwezel           |              |              |
| KLJ Lokeren Heiende          | Lokeren                        |              |              |
| KLJ Lokeren Heirbrug         | Lokeren                        |              |              |
| KLJ Lontzen                  | Herbesthal                     |              |              |
| KLJ Loppem                   | Loppem                         |              |              |
| KLJ Lovendegem               | Lovendegem, Lievegem           |              |              |
| KLJ Lubbeek                  | Lubbeek                        |              |              |
| KLJ Maarke Kerkem            | Maarke-Kerkem                  |              |              |
| KLJ Machelen                 | Machelen                       |              |              |
| KLJ Martenslinde             | Martenslinde, Bilzen           |              |              |
| KLJ Meensel-Kiezegem         | Meensel-Kiezegem, Tielt-Winge  |              |              |
| KLJ Meerle                   | Meerle, Hoogstraten            |              |              |
| KLJ Meersblomme              | Alveringem                     |              |              |
| KLJ Meersel Dreef            | Meerle, Hoogstraten            |              |              |
| KLJ Meeuwen Meisjes          | Meeuwen, Oudsbergen            |              |              |
| KLJ Meldert                  | Meldert                        |              |              |
| KLJ Melsele                  | Melsele, Beveren               |              |              |
| KLJ Membruggen               | Membruggen, Riemst             |              |              |
| KLJ Merchtem                 | Merchtem                       |              |              |
| KLJ Merkem                   | Houthulst                      |              |              |
| KLJ Meulebeke                | Ingelmunster                   |              |              |
| KLJ Meyerode - Medell        | Meyerode                       |              |              |
| KLJ Mielen Boven Aalst       | Mielen-Boven-Aalst             |              |              |
| KLJ Millen                   | Millen, Riemst                 |              |              |
| KLJ Minderhout               | Minderhout, Hoogstraten        |              |              |
| KLJ Moerbeke Waas            | Moerbeke                       |              |              |
| KLJ Molenbeek-Wersbeek       | Molenbeek-Wersbeek             |              |              |
| KLJ Molenbeersel             | Molenbeersel, Kinrooi          |              |              |
| KLJ Moorsel                  | Moorsel, Aalst                 |              |              |
| KLJ Moorsele                 | Moorsele                       |              |              |
| KLJ Moorslede                | Moorslede                      |              |              |
| KLJ Mürringen                | Mürringen                      |              |              |
| KLJ Nazareth                 | Nazareth                       |              |              |
| KLJ Nevele                   | Vosselare, Deinze              |              |              |
| KLJ Nieuwkerken Waas         | Nieuwkerken-Waas, Sint-Niklaas |              |              |
| KLJ Nieuwrode                | Nieuwrode, Holsbeek            |              | 2004         |
| KLJ Nijverseel               | Opwijk                         |              |              |
| KLJ Noorderwijk              | Noorderwijk, Herentals         |              |              |
| KLJ Nukerke                  | Nukerke                        |              |              |
| KLJ Oedelem                  | Oedelem, Beernem               |              |              |
| KLJ Oeselgem                 | Oeselgem, Dentergem            |              |              |
| KLJ Oostende-Houtave         | Houtave                        |              |              |
| KLJ Oostham                  | Oostham, Ham                   |              |              |
| KLJ Oostkamp                 | Oostkamp                       |              |              |
| KLJ Oostmalle                | Oostmalle, Malle               |              |              |
| KLJ Oostnieuwkerke           | Oostnieuwkerke, Staden         |              |              |
| KLJ Oostrozebeke             | Oostrozebeke                   |              |              |
| KLJ Opitter Jongens          | Opitter, Bree                  |              |              |
| KLJ Opitter Meisjes          | Opitter, Bree                  |              |              |
| KLJ Oplinter                 | Oplinter, Tienen               |              |              |
| KLJ Oppuurs                  | Oppuurs, Puurs-Sint-Amands     |              |              |
| KLJ Opwijk                   | Opwijk                         |              |              |
| KLJ Oud Turnhout             | Zwaneven, Oud-Turnhout         |              |              |
| KLJ Oudenburg                | Westkerke, Oudenburg           |              |              |
| KLJ Ouwegem                  | Ouwegem, Kruisem               |              |              |
| KLJ Overbroek                | Brecht                         |              |              |
| KLJ Passendale               | Passendale, Zonnebeke          |              |              |
| KLJ Peer                     | Peer                           |              |              |
| KLJ Peer Linde               | Peer                           |              |              |
| KLJ Peulis                   | Peulis, Putte                  |              |              |
| KLJ Pittem                   | Pittem                         |              |              |
| KLJ Pollinkhove              | Pollinkhove, Lo-Reninge        |              |              |
| KLJ Poperinge                | Poperinge                      |              |              |
| KLJ Poppel                   | Poppel, Ravels                 |              |              |
| KLJ Proven                   | Proven, Poperinge              |              |              |
| KLJ Pulderbos                | Pulderbos, Zandhoven           | 63 (2022)    | 1933         |
| KLJ Putte                    | Putte                          |              |              |
| KLJ Raeren Jungen            | Raeren                         |              |              |
| KLJ Raeren Mädchen           | Raeren                         |              |              |
| KLJ Ravels-Eel               | Ravels                         |              |              |
| KLJ Reet                     | Reet, Rumst                    |              |              |
| KLJ Riksingen                | Riksingen, Tongeren            |              |              |
| KLJ Rocherath-Krinkelt       | Krinkelt                       |              |              |
| KLJ Ronse                    | Ronse - Renaix                 |              |              |
| KLJ Ruddervoorde             | Ruddervoorde                   |              |              |
| KLJ Ruiselede                | Kanegem                        |              |              |
| KLJ Rumbeke                  | Oekene, Roeselare              |              |              |
| KLJ Schiplaken               | Hever, Boortmeerbeek           |              |              |
| KLJ Schoonaarde              | Schoonaarde, Dendermonde       |              |              |
| KLJ Schoonbroek              | Retie                          |              |              |
| KLJ Schoot                   | Tessenderlo                    |              |              |
| KLJ Schriek                  | Schriek, Heist op den Berg     |              | 1931         |
| KLJ Schönberg                | Schönberg, Sankt Vith          |              |              |
| KLJ Sente                    | Sint-Laureins                  |              |              |
| KLJ Sinaai                   | Sinaai, Sint-Niklaas           |              |              |
| KLJ Sint-Gillis-Waas         | Sint-Gillis-Waas               |              |              |
| KLJ Sint-Kruis Vivenkapelle  | Damme                          |              |              |
| KLJ Sint-Lenaarts            | Sint-Lenaarts, Brecht          |              |              |
| KLJ Sint-Martens-Lennik      | Sint-Martens-Lennik            |              |              |
| KLJ Sint-Niklaas             | Sint-Niklaas                   |              |              |
| KLJ Sleidinge                | Sleidinge, Evergem             |              |              |
| KLJ Staden                   | Westrozebeke, Staden           |              |              |
| KLJ Stekene                  | Stekene                        |              |              |
| KLJ Stokrooie                | Stokrooie, Hasselt             |              |              |
| KLJ Strijland                | Gooik                          |              |              |
| KLJ Strijtem                 | Strijtem                       |              |              |
| KLJ Temse-Velle              | Temse                          |              |              |
| KLJ Teuven                   | Teuven                         |              |              |
| KLJ Tiekakewa                | Tiegem                         |              |              |
| KLJ Tielen                   | Tielen, Kasterlee              |              |              |
| KLJ Tildonk                  | Tildonk, Haacht                |              |              |
| KLJ Tongerlo                 | Tongerlo, Westerlo             |              |              |
| KLJ Torhout                  | Torhout                        |              |              |
| KLJ Uitkerke                 | Zuienkerke                     |              |              |
| KLJ Ursel                    | Ursel, Aalter                  |              |              |
| KLJ Veerle-Heide             | Veerle, Laakdal                |              |              |
| KLJ Veurne                   | Veurne                         |              |              |
| KLJ Vissenaken               | Kumtich, Tienen                |              |              |
| KLJ Vlamertinge              | Vlamertinge, Ieper             |              |              |
| KLJ Vleteren                 | Oostvleteren                   |              |              |
| KLJ Vleugt                   | Schaffen, Diest                |              |              |
| KLJ Vlezenbeek Jongens       | Vlezenbeek, Sint-Pieters-Leeuw |              |              |
| KLJ Vlezenbeek Meisjes       | Vlezenbeek, Sint-Pieters-Leeuw |              |              |
| KLJ Vlijtingen               | Vlijtingen, Riemst             |              |              |
| KLJ Vlimmeren                | Vlimmeren, Beerse              |              |              |
| KLJ Voorshoven               | Neeroeteren, Maaseik           |              |              |
| KLJ Vosberg                  | Rumst                          |              |              |
| KLJ Waanrode                 | Waanrode                       |              |              |
| KLJ Waarschoot               | Waarschoot, Lievegem           |              |              |
| KLJ Wakkerzeel               | Wakkerzeel, Haacht             |              |              |
| KLJ Walshoutem               | Walshoutem, Landen             |              |              |
| KLJ Waltwilder               | Waltwilder, Bilzen             |              |              |
| KLJ Wambeek                  | Wambeek, Ternat                |              |              |
| KLJ Waregem                  | Waregem                        |              |              |
| KLJ Wechelderzande           | Wechelderzande, Lille          |              |              |
| KLJ Weredra                  | Westouter, Heuvelland          |              |              |
| KLJ Wervik-Geluwe            | Wervik                         |              |              |
| KLJ Wetteren                 | Wetteren                       |              | 1924         |
| KLJ Weywertz                 | Weywertz                       |              |              |
| KLJ Wichelen                 | Wichelen                       |              |              |
| KLJ Wiekevorst               | Wiekevorst, Heist-op-den-Berg  |              |              |
| KLJ Wijshagen Jongens        | Wijshagen, Oudsbergen          |              |              |
| KLJ Wijshagen Meisjes        | Wijshagen, Oudsbergen          |              |              |
| KLJ Wijtschate               | Wijtschate, Heuvelland         |              |              |
| KLJ Wingene                  | Wingene                        |              |              |
| KLJ Wirtzfeld                | Wirtzfeld                      |              |              |
| KLJ Wolfsdonk                | Langdorp, Aarschot             |              |              |
| KLJ Wortegem                 | Wortegem                       |              |              |
| KLJ Wortel                   | Wortel, Hoogstraten            |              |              |
| KLJ Wuustwezel               | Wuustwezel                     |              |              |
| KLJ Zaffelare                | Zaffelare, Lochristi           |              |              |
| KLJ Zandhoven                | Zandhoven                      |              |              |
| KLJ Zele Centrum             | Zele                           |              |              |
| KLJ Zele-Heikant             | Zele                           |              |              |
| KLJ Zepperen                 | Zepperen, Sint-Truiden         |              |              |
| KLJ Zichen-Zussen-Bolder     | Zichen-Zussen-Bolder, Riemst   |              |              |
| KLJ Zivoho                   | Ieper                          |              |              |
| KLJ Zoersel                  | Zoersel                        | 264 (2024)   | 1928         |
| KLJ Zomergem                 | Zomergem, Lievegem             | 216 (2022)   | 1928         |
| KLJ Zondereigen              | Zondereigen                    |              |              |
| KLJ Zulzeke                  | Zulzeke                        |              |              |
| KLJ Zwevezele                | Zwevezele                      |              |              |
| KLJ Zwijnaarde-Zevergem      | Zwijnaarde, Gent               |              |              |

## Bekende Vlamingen uit KLJ
- Gerthy Christoffels (presentatrice)
- Jos De Meyer (politicus)
- Sabine Hagedoren (weervrouw)
- Martin Heylen (televisiemaker)
- Yves Lampaert (wielrenner)
- Killian Overmeire (voetballer)
- Willy Sommers (zanger)
- Lien Van de Kelder (actrice)
- Ruben Van Gucht (sportjournalist)
- Evelien Van Hamme (actrice)
- Johan Vande Lanotte (politicus)
- Peter Vandenbempt (sportjournalist)
- Wouter Vandenhaute (ondernemer, televisiemaker en gewezen sportjournalist)
- Emiel Verstrynge (veldrijder)